# Мьо Мбоді Малік
Мьо Мбоді Малік (д/н — після 1855) — останній брак (володар) держави Ваало в 1840—1855 роках.

## Життєпис
Походив з династії Мбодж. За материнської лінією належав до роду Логар. Скориставшись тривалою боротьбою за тро протягом 1825—1840 років за підтримки емірату Трарза захопив 1840 року трон, отримавши титул брак.
Втім намагався маневрувати між французькими губернаторами Сенегалу і Трарзою. З 1846 року почалися постійні конфлікти з французькими колоністами в Сен-Луїсі. Водночас значної ваги набула лінгере (принцеса) Ндате Ялла, пов'язана з родо Теед'єк та одружена з представником правлячого роду держави Кайор.
В результаті влада брака стала слабнути. Усім цим скористався французький губернатор Луї Федерб з потужним військом. Армія Ваало була переможена, французи зайняли столицю Ндеру, поваливши Мьо Мбоді Маліка, а Ваало приєднали до Колонії Сенегал. Але Ндате Ялла продовжила боротьбу, до 1859 року.